# Eugène Scribe
Augustin Eugène Scribe (24. december 1791 – 20. februar 1861) var en fransk dramatiker og librettist.
Scribe stammede fra en købmandsfamilie og begyndte at studere jura ved Sorbonne. I studietiden beskæftigede han sig mere og mere med litteratur, og efter de første små succeser afbrød han studierne. Han debuterede i 1811 med stykket Le dervis, som han skrev sammen med Germain Delavigne. Gennembruddet kom i 1815 med Une nuit de la garde nationale.
Scribes teaterstykker, for det meste vaudeviller, blev ofte skrevet i samarbejde med andre. Hovedemnet er samtidens borgerskab. Stykkerne er ofte enkle og uden social kritik og står i kontrast til de romantiske stykker fra samme periode som Victor Hugos.
Scribe skrev også librettoer til operaer for næsten alle de store komponister i Frankrig og Italien i sin samtid. Han samarbejdede i den forbindelse med Giacomo Meyerbeer ved flere lejligheder og skrev også for Giuseppe Verdi, Vincenzo Bellini, Daniel Auber, Fromental Halévy, François Boieldieu, Gaetano Donizetti og Gioacchino Rossini.
Han blev valgt ind i Det franske akademi i 1834.